# Austan Goolsbee
Austan Dean Goolsbee, né le 18 août 1969 à Waco (Texas), est un économiste américain.
Du 9 septembre 2010 au 3 septembre 2011, il est à la tête, sous la présidence de Barack Obama, du Council of Economic Advisers, un organe chargé de conseiller le président en matière économique. Il a également été membre de la Skull and Bones, société d'étudiants de l'université Yale.